# Jevick McFarlane
Jevick McFarlane (* 7. August 1996 in Vieux Fort, St. Lucia) ist ein lucianischer Fußballspieler auf der Position eines Stürmers.

## Vereinskarriere

### Karrierebeginn auf St. Lucia
Jevick McFarlane wurde am 7. August 1996 in der Gemeinde Vieux Fort im gleichnamigen Quarter auf St. Lucia geboren. In seiner Jugend spielte er Fußball beim Green Lake FC, bei dem unter anderem auch sein Bruder Dain McFarlane mehrere Jahre lang aktiv war. Um das Jahr 2016 trat er für die Auswahlmannschaft Vieux-Fort South im nationalen U-21-Bereich in Erscheinung. Wann genau McFarlane in den Herrenfußball gewechselt war, ist nicht genau bekannt.
Jedenfalls spielte er im Jahre 2017 beim damaligen lucianischen Zweitligisten Uptown Rebels SC und stieg mit ebendiesem am Ende des Spieljahres in die höchste lucianische Fußballliga auf. Gleich in der ersten Partie des Spieljahres 2018 erzielte er bei einem 3:0-Auswärtssieg über die RV Juniors einen Treffer. In der fünften Meisterschaftsrunde erzielte er bei einem 1:0-Sieg über die Northern United All Stars das spielentscheidende Tor. Nach lediglich sieben absolvierten Meisterschaftsspielen rangierte McFarlane mit den Uptown Rebels im Endklassement auf dem vierten Tabellenplatz. Zusammen mit Antonio Joseph, der ebenfalls zwei Treffer erzielt hatte, war er der torgefährlichste Spieler seiner Mannschaft. Die beiden weiteren Torschützen – die Uptown Rebels kamen am Ende auf eine Trefferbilanz von 6:3 – waren Sarn Savory und Adrian Henry.
In der im Spieljahr 2019 um zwei Teams erweiterten lucianischen Erstklassigkeit trat McFarlane weiterhin für die Uptown Rebels in Erscheinung und trat in dieser Zeit auch gegen seinen Bruder Dain, der mittlerweile bei den aufgestiegenen El Niños spielte, an. Punktegleich mit dem Erstplatzierten Platinum FC, jedoch mit einer schlechteren Tordifferenz, belegten die Uptown Rebels in der Endtabelle den zweiten Platz; von den neun gespielten Partien wurde in diesem Jahr keine einzige verloren.

### Wechsel nach Trinidad & Tobago
Noch im selben Jahr wechselte McFarlane in die TT Pro League, die höchste Fußballliga von Trinidad und Tobago, zu Morvant Caledonia United. Der Kontakt zum Klub war durch dessen Besitzer Jamaal Shabazz entstanden; dieser trainierte unter anderem seit diesem Jahr auch die lucianische Fußballnationalmannschaft, der McFarlane seit dem Jahre 2018 angehörte. Bei Morvant Caledonia United trat er unter anderem an der Seite seiner Landsmänner Eden Charles, Melvin Doxilly, Antonio Joseph, Otev Lawrence und Tev Lawrence in Erscheinung und tat sich dabei auch als Torschütze hervor. In der noch laufenden Spielzeit 2019/20 rangiert McFarlane mit seinem Team im Tabellenmittelfeld.

## Nationalmannschaftskarriere
Bereits in jungen Jahren trat McFarlane für die Juniorenauswahl seines Heimatlandes in Erscheinung. Von Francis McDonald wurde er im August bzw. September 2018 für die Qualifikation zur CONCACAF Nations League 2019–21 in die lucianische Fußballnationalmannschaft berufen. Dabei debütierte er am 8. September 2018 bei einem 3:0-Sieg über Antigua und Barbuda, als er in der 84. Spielminute für Malik St. Prix eingewechselt wurde und in Minute 90 nach Vorlage von Andrus Remy den Treffer zum 3:0-Endstand erzielte. Im nachfolgenden Spiel gegen Haiti nicht im Aufgebot, kam McFarlane erst wieder im darauffolgenden Gruppenspiel gegen die Cayman Islands zum Einsatz. Hierbei spielte er von Beginn an und wurde erst in Minute 85 durch Ridel Stanislas ersetzt. Danach kam McFarlane erst wieder im März 2019 zum Einsatz. Nachdem er eine Reihe von Freundschaftsspielen, die Ende Februar bzw. Anfang März 2019 ausgetragen wurden, verpasst hatte, absolvierte er Ende des Monats das vierte Gruppenspiel der Qualifikation zur CONCACAF Nations League. Im Spiel gegen Aruba kam der als Mittelstürmer eingesetzte McFarlane von Beginn an zum Einsatz, erzielte in Minute 38 das Tor zur 1:0-Führung und legte in der 62. Minute zur zwischenzeitlichen 2:1-Führung seines Heimatlandes nach. Ab der 64. Minute wurde er daraufhin durch Cassius Joseph, seinen damaligen Teamkollegen bei den Uptown Rebels, ersetzt.
Am Ende hatte sich St. Lucia dadurch für die Liga B der CONCACAF Nations League 2019–21 qualifiziert und trat in dieser in der Gruppe B2 in Erscheinung. Unter Jamaal Shabazz, der nach erfolgreicher Qualifikation im Mai 2019 das Traineramt übernommen hatte, kam der Offensivakteur unter anderem im Juni 2019 in einem freundschaftlichen Länderspiel gegen Trinidad und Tobago zum Einsatz. Ab September 2019 vertrat McFarlane St. Lucia in den nachfolgenden Gruppenspielen der CONCACAF Nations League. In diesen fand er allerdings nur in den ersten beiden Spielen gegen El Salvador und Montserrat Berücksichtigung, gehörte im dritten Gruppenspiel erst gar nicht zum erweiterten Aufgebot und saß in den Spielen 4 und 5 uneingesetzt auf der Ersatzbank. Im letzten Gruppenspiel gegen die montserratische Fußballnationalmannschaft, als das Ausscheiden von St. Lucia bereits Gewissheit war, kam McFarlane noch einmal von Beginn an zum Einsatz. Mit vier Punkten aus sechs Spielen rangierte die lucianische Fußballnationalmannschaft am Ende auf dem letzten Platz der Gruppe B2 und schied aus dem laufenden Turnier aus.
Bislang (Stand: 24. März 2020) sind keine weiteren Einsätze des Angriffsspielers mehr bekannt.